# Konzil von Tours (813)
Das Konzil von Tours (lateinisch Concilium Turonese) wurde im Mai 813 von Karl dem Großen in der Stadt Tours zur Wiederherstellung der kirchlichen Disziplin einberufen.

## Beschlüsse
Insgesamt wurden 51 Kanones beschlossen:

### 17. Kanon
“Visum est unanimitati nostrae, ut quilibet episcopus habeat omelias continentes necessarias ammonitiones, quibus subiecti erudiantur, id est de fide catholica, prout capere possint, de perpetua retributione bonorum et aeterna damnatione malorum, de resurrectione quoque futura et ultimo iudicio et quibus operibus possit promereri beata vita quibusve excludi. Et ut easdem omelias quisque aperte transferre studeat in rusticam Romanam linguam aut Thiotiscam, quo facilius cuncti possint intellegere quae dicuntur.”

Das Hauptverdienst des Konzils von Tours war, dass in den Kapitularien erlaubt wurde, dass Bischöfe in der Kirche zu öffentlichen Zwecken die vor Ort und dem Volke, die in der Pastoralregel lateinisch grex ‚Herde‘, verständliche Sprache für Predigten zu verwenden und nicht mehr nur in Latein. Damit wurden die durch Karl dem Großen angestoßene Forderung, dass der christliche Glaube von seinen Untertanen auch verstanden werden soll und daher in der Kirche “secundum proprietatem linguae praedicare, ut omnes intellegere posent” (deutsch: „in der jeweiligen Volkssprache zu predigen [ist], damit es alle verstehen können“). Diese Forderung formulierte Karl der Große bereits mit der Admonitio generalis von 789 und der Synode von Frankfurt 794. Mit dem 17. Kanon wurde diese Forderung nun gefestigt und die (gallo-)romanische “rustica Romana lingua” ([meliorativ] ländliche (= einfach, schlicht) / [pejorativ] bäuerliche (= tölpisch, plump) romanische Sprache) bzw. „vulgaris lingua“ (Vernakularsprache) und die germanische “lingua Thiotisca”, “lingua Teotisca” bzw. „lingua Theodisca“ (volksstümliche Sprache) aus der Taufe gehoben – den Volkssprachen eigene Namen zugewiesen – und der Weg frei gemacht für die Entstehung (gallo-)romanischer Schriftsprachen, die eine Zeit der lateinisch-romanischen (volkssprachlichen) Diglossie-Situation im romanischen Raum des Mittelalters bzw. lateinisch-romanisch-germanische Dreisprachigkeit (siehe: Nithard in Historiae über Straßburger Eide von 842), die mindestens die Amtszeiten Ludwig des Frommen und Karls des Kahlen umfasste, wahrscheinlich aber noch bis ins 11. Jahrhundert andauerte, prägen sollte. Er ist die Anerkennung der beiden großen geokulturellen Komponenten, aus denen das Frankenreich des Karls des Großen bestand: die Welt, die römisch war, die Romanwelt der lateinischen Tradition bis zum Rhein; und die germanische Welt ab dem Rheinraum. Im Rat von Tours gab es Bischöfe beider „Welten“.
Mit dieser amtskirchlichen Unterscheidung zwischen den verschiedenen lokalen Weiterentwicklungen des gesprochenen Vulgärlateins einerseits und dem geschriebenen Latein andererseits wird ein diglossisches Bewusstsein offenkundig, das heißt die allgemeine Anerkennung einer Sprachgemeinschaft, die zwei Sprachen für jeweils unterschiedliche Zwecke begreift. Diese Veränderung resultiert aus einer Neukonstruktion des lateinischen Varietätenraumes: Dort wo vorher die Wahrnehmung eines lediglich stilistischen Unterschiedes zwischen einem sermo rusticus und einer sermo scholasticus war, die sprachlichen Unterscheide also in ein Diasystem integriert würden, wird nunmehr eine rustica romana lingua anerkannt und „ausgegliedert“, denn die Anerkennung der Volkssprachen, wie sie in metasprachlichen Zeugnissen expliziert wird, geschieht also niemals mit Bezug auf die Distanzsprache Latein, das heißt innerhalb der Diglossiesituation, sondern mit Bezug auf eine parallele Volkssprache / Nähesprache, die als different kategorisiert wird. Nachfolgend wurden die lokalen romanischen Sprechweisen auch nicht mehr pauschal als Spielarten des klassischen Lateins begriffen und dementsprechend benannt, sondern meist als „romanisch“ (= „nicht-Latein“) oder „romanz“, womit aber auch eine romanische einzelsprachliche Varietät denotiert werden kann. Damit wurde das Konzil von Tours in gewisser Weise zur Geburtsstunde der romanischen Sprachen und ein Vorbereiter für die Entstehung der deutschen Sprache. Im Frankenreich, mit seinen unterschiedlichen Volksgruppen und Sprachen war Mehrsprachigkeit auch in kleinen Regionen keine Seltenheit und Soldaten wie ihre Heerführer zwei- bis mehrsprachig. Das Lateinische außerhalb der Klöster und kirchlichen Bildungsstätten aber nicht weit verbreitet; es blieb als Schrift- und Zeremonialsprache der Messe erhalten und war weiterhin eine wichtige Sprache des Mittelalters (Kirchenlatein).